# نيوتن كاردوسو
نيوتن كاردوسو (بالبرتغالية: Newton Cardoso‏) هو سياسي برازيلي، ولد في 22 مايو 1938 ببرومادو في البرازيل. حزبياً، نشط في حزب الحركة الديمقراطية ‏. انتخب عضو مجلس النواب البرازيلي ‏ عن دائرة ميناس جرايس ‏ وقد انضم خلال فترته النيابية ‏ للكتلة البرلمانية حزب الحركة الديمقراطية ‏.